# フランシス・ハッチソン

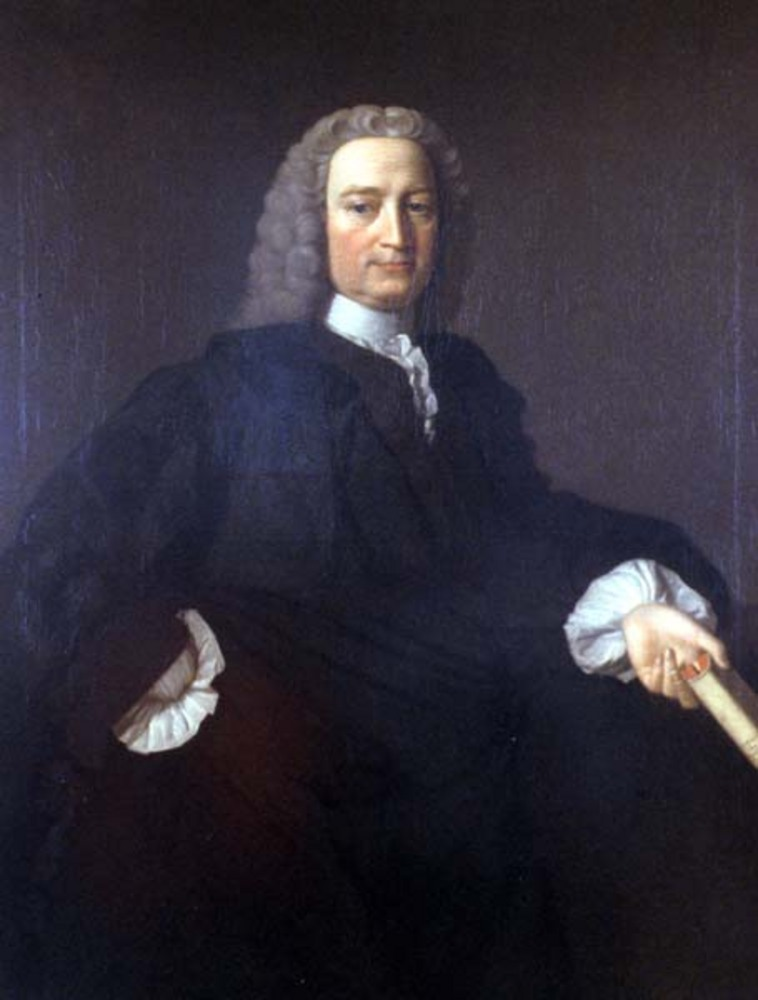
アラン・ラムゼイによるハッチソンの肖像画、1745年頃。茶色のコートの上に黒い学位服を着たハッチソンは、キケロの『結論について』のコピーを持っている。

フランシス・ハッチソン（ハチソンとも、英: Francis Hutcheson、1694年8月8日 – 1746年8月8日）は、アイルランド出身のスコットランド（イギリス）の哲学者。スコットランド啓蒙思想の祖であり、ジョン・ロックに影響を受けつつ、「道徳感覚理論」（モラルセンス理論、Moral sense thory）を大成したので、道徳感覚学派（モラルセンス学派）の主要な1人にも列せられる。
後にベンサムが功利主義と共に広めた倫理学上の概念・原理である「最大多数の最大幸福」は、元々はハッチソンらが使っていたものである。
スコットランド常識学派に大きな影響を与えた。

## 生涯
フランシス・ハッチソンはアイルランドで生まれたスコットランド低地地方はエアに源流を持つ長老派牧師の息子でした。彼は始めにセントフィールド近傍のグラマースクールで、後キリリー(killyleagh)の非国教徒学院に於いて教育を受けた。グラスゴー大学へ行き、在学中はウィリアム・ボイド(1704〜1746)、後のキルマーノック伯爵の家庭教師もしていた。其後アイルランドに戻り父の教会の見習い牧師資格を得、マゲラリーの会衆によって招聘され彼等の牧師となったが、彼の友人の幾人かが彼自身の学院を設けるように要請したためダブリンへと赴く事を決心する。彼は1724年にメアリ・ウィルスンと結婚し、一人息子のフランシスを儲けました。彼らは1730年にグラスゴーに住む迄ドミニック通りとドーセット通りの角にある学校の向かうに居住していました。そしてモールズワース・サークル(Robert・Molesworth、生歿年1656年9月7日-1725年5月22日 )とグラスゴー大学の同窓生に多くの友人を得ました。1725年には「美と徳の観念の起源の研究」(An inquiry into the original of our ideas of beauty and virtue)を出版しています。この書物と他の論説によって彼は海外でもダブリンでも有名になり、大陸とアメリカの図書館も彼の最も有名な書物を購入した。
ハッチソンは、ガーショム・カーマイケルの死後、1729年にグラスゴーで道徳哲学の椅子を継承し、16年後に亡くなるまで教えました。彼はラテン語の代わりに英語で教えた最初のグラスゴー教授であり、自然法を教え、スコットランド思想に基本的な古典自由主義の世界観をもたらしました。彼はグラスゴーで在任中にラテン語の「道徳哲学摘要」すなわち「道徳哲学序説」(short introduction to moral philosophy)を翻訳し編輯、執筆し、彼の生前友人の間に已み回覧された長篇の「道徳哲学体系」(system of moral philosophy)を書いた。
哲学、政治、法律、倫理、政治経済学に関する彼の講義は、イギリス全土から学生を集め、その中で最も有名なのは1737年から1740年まで彼の下で学んだアダム・スミスでした。
彼は1746年にアイルランドの訪問中に他界した。そしてダブリンの聖メアリ教会墓地に埋葬された。

## 学説
ハッチソンの体系における価値の扱いは、プーフェンドルフの扱いとほぼ同じです。其処では効用と稀少性は価値の決定要因です。「需要がないとき、価格がない」という声明から始めて、ハッチソンはまた、空気や水などの非常に有用なものは、自然によって提供される豊富な供給のために殆ど又は全く価値がないと指摘しています。ますます稀少な供給は、商品の価値や価格を上昇させます。より豊富な供給は夫れらを低下させます。更に、ハッチソンは、単に自然に喜びをもたらす良いものとしてではなく、「一般的な習慣や空想によって、満足感を与える傾向」として、非常に主観的に「使用」(use)を知覚的に定義しています。
しかし、残念ながら、ハッチソンはまた、実際の費用に関する彼の前任者のカーマイケルの混乱を助長しました。ハッチソンは「労働の困難」を決定要因として持ち込んだだけでなく、「2種類の商品の需要が等しい場合」をさらに加えました。
彼はアダム・スミスの有名な分析を予見させる、経済成長における分業の進展の重要性を強調した。市場での自由は、相互に有益な交換による相互援助を含み、自然の慈悲の代表的な例です。分業は人命の保存の鍵であり、其拡張はまた、知識のより広範なコミュニケーションを意味し、生産に於ける科学技術のより大なる使用を可能にします。
貨幣の分析において、ハッチソンは、どの商品が貨幣として選ばれる可能性が高いかの分析を行いました。彼は、貨幣は特定の国で一般的に受け入れられている商品であり、一般的な交換媒体として、また経済計算のための共通の価値と尺度として使用されると指摘しました。市場でお金として選ばれる商品は、最も貨幣に近󠄁い性質を持つ商品です。すでに一般的に望ましく、交換で受け入れられています。比例した価値を失うことなく少量に分割でき、且つ長期間耐久性があります。そして、その品質のために彼らは単位重量あたり高い価値を持たなければなりません。一般的に、彼は、銀と金は貨幣として最も適したものとして選ばれた2つの商品であり、硬貨は分割可能で純度の基準を簡単に示し得る為めに最も人気のある形式となっていると指摘しました。
硬貨の劣化は、その供給を比例して増加させ、貨幣単位の観点から商品の価格を上昇させます。彼れは、他のすべての商品の場合と同様に、金や銀の供給の増加は、他の商品の価値を下げる、つまり、正金の面で価格が上昇すると指摘しました。

## 著書
- The Inquiry concerning Beauty, Order, Harmony and Design
- The Inquiry concerning Moral Good and Evil
- The Essay on the Nature and Conduct of the Passions and Affections and Illustrations upon the Moral Sense
- A Short Introduction to Moral Philosophy(1747)、邦訳　道徳哲学序説、田中 秀夫及津田 耕一訳、京都大学学術出版会